# Kurdistánská fotbalová reprezentace

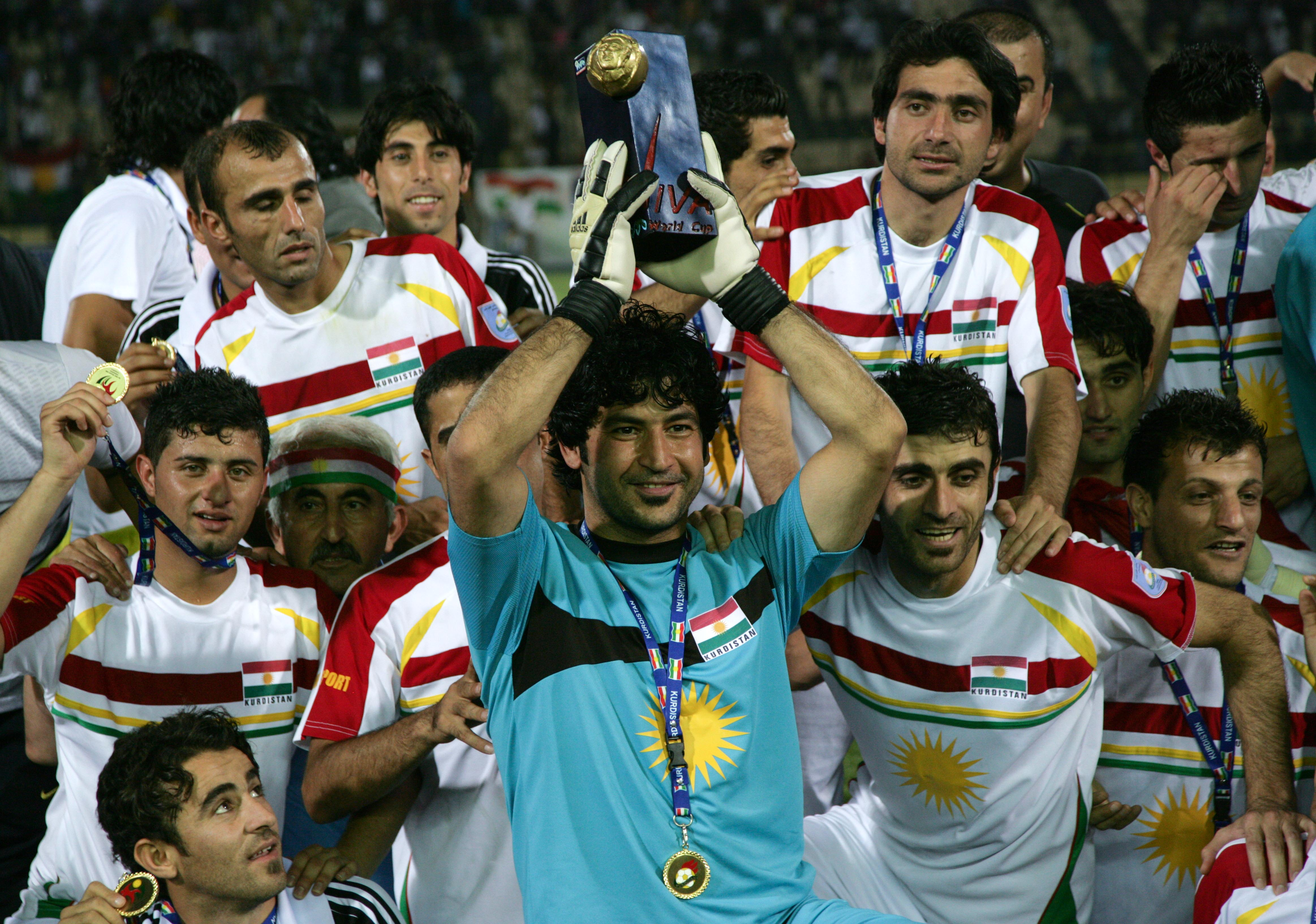
Hráči Kurdistánu oslavují vítězství na Mistrovství světa VIVA 2012

Kurdistánská fotbalová reprezentace reprezentuje Kurdistán v neoficiálních mezinárodních utkání. Není členem FIFA ani AFC, proto se nemůže účastnit mistrovství světa. Je členem CONIFA, účastní se mistrovství světa CONIFA. Ještě předtím se účastnila mistrovství světa VIVA, které v roce 2012 vyhrála (zároveň šlo o poslední ročník soutěže). Celková bilance reprezentace je 34 zápasů, z toho 17 výher, 10 remíz a 7 proher. Svůj první zápas odehrála s reprezentací Sámů.
Znak kurdského fotbalového svazu navrhl umělec Rawand Sirwan Nawroly.

## Mistrovství světa VIVA
| Ročník | Pořadatel | Výsledek         |
| ------ | --------- | ---------------- |
| 2008   | Švédsko   | 4. místo         |
| 2009   | Itálie    | Stříbrná medaile |
| 2010   | Malta     | Stříbrná medaile |
| 2012   | Kurdistán | Zlatá medaile    |

## Mistrovství světa CONIFA
| Ročník | Pořadatel         | Výsledek           |
| ------ | ----------------- | ------------------ |
| 2014   | Sámové            | 6. místo           |
| 2016   | Abcházie          | 9. místo           |
| 2018   | Anglie            | Nekvalifikovali se |
| 2020   | Severní Makedonie | Zrušeno            |
| 2024   | Kurdistán         | Zrušeno            |

## Trenéři
- Abdullah Mahmoud (2008–2016)
- Khasraw Groon (od roku 2016)